# Шелдаис
Шелдаис — река в Пензенской области России, левый приток Мокши (бассейн Волги).
Устье реки находится в 477 км по левому берегу реки Мокши. Длина реки составляет 53 км, площадь водосборного бассейна — 460 км².

## Данные водного реестра
По данным государственного водного реестра России относится к Окскому бассейновому округу, водохозяйственный участок реки — Мокша от истока до водомерного поста города Темников, речной подбассейн реки — Мокша. Речной бассейн реки — Ока.
Код объекта в государственном водном реестре — 09010200112110000027254.

### Притоки (км от устья)
- 0,2 км: река Лопужовка
- 30 км: ручей Келда